# (251) Sophia
(251) Sophia es un asteroide perteneciente al cinturón de asteroides descubierto el 4 de octubre de 1885 por Johann Palisa desde el observatorio de Viena, Austria.
Está nombrado en honor de Sophie von Seeliger, de soltera Stoeltzel, esposa del astrónomo alemán Hugo von Seeliger.